# 自由职业运动员足球俱乐部
自由职业运动员足球俱乐部（Liberty Professionals FC）是加纳职业足球俱乐部，位于加纳丹索曼（Dansoman）。

## 球队历史
自由职业运动员足球俱乐部成立于1997年，俱乐部 历史上尝试着运用科学的方法管理球队。俱乐部首个赛季出现在加纳全国足球乙级联赛之中，随后就升入了甲级联赛，在甲级联赛中球队一直有着较出色的表现。
俱乐部的主体育场为可以容纳2,000位观众的丹索曼公园(Dansoman Park)。 

## 俱乐部前著名球星
- 迈克尔·埃辛
- 苏利·蒙塔里
- 阿乌杜·伊萨克（英语：Awudu Issaka）
- 德瑞克·博阿腾（英语：Derek Boateng）
- 威廉·铁罗（英语：William Kwabena Tiero）